# Villaseco de los Reyes
Villaseco de los Reyes est une commune de la province de Salamanque dans la communauté autonome de Castille-et-León en Espagne.